# Pravila za radikale
Pravila za radikale: Pragmatična početnica za realistične radikale - je posljednja knjiga aktivista i pisca Saula D. Alinskoga, koja je objavljena 1971.g, neposredno pred njegovu smrt. Pravila za radikale osmišljena su kao vodič za buduće organizatore zajednice, kod rada na ujedinjenju nisko prihodnih zajednica (Have-Nots), u cilju podizanja njihove socijalne, političke, pravne i ekonomske moći. U Pravilima za radikale Alinsky je objedinio lekcije koje je naučio kroz svoje iskustvo na organizaciji zajednica u razdoblju 1939-1971, te usmjereno predstavlja lekcije za novu generaciju radikala.
Kroz deset poglavlja, Pravila za radikale pružaju deset lekcija za organizatore zajednice, kako postići cilj uspješnog ujedinjenja ljudi u aktivnu organizaciju, koja imaju snagu da promijene cijeli niz ishoda. Iako su usmjerena na organizaciju zajednice, poglavlja se također dotiču drugih pitanja, etike, obrazovanja, komunikacija, stvaranja simbola, nenasilja i političke filozofije.
Iako su objavljena 1971.g za nove generacije kontrakulturnih organizatora, načela Alinskog prethodno su uspješno primjenjivale brojne vlade, sindikati, zajednice, te organizacije bazirane na kongregacijama. Glavne teme njegovih organizacijskih metoda koje su istaknute u Pravilima za radikale ponavljaju se u političkim kampanjama u posljednjih nekoliko godina.

## Inspiracija zaPravila za radikale
Inspiracija za Pravila za radikale došla je iz osobnog iskustva Alinskog kojeg je stekao kao organizator zajednice. Inspiracija je preuzeta i iz lekcija prof. Roberta Perka s University of Chicago, koji je zajednice promatrao kao odraz širih procesa urbanog okruženja. Metode koje je Alinsky razvio i prakticirao opisane su u njegovoj knjizi, kao vodič budućim organizatorima zajednica za nove generacije radikala od 1960-ih na dalje.
Vjera Alinskog u kolektivnu akciju posljedica je njegova rada s CIO i Institutom za proučavanje mladeži u Chicagu, gdje je razvio svoju jedinstvenu metodu organizacije zajednice. Dodatno, njegov kasniji rad s Citizens Action Program (CAP) omogućio je provođenje nekih njegovih potpunih i zaokruženih metoda organiziranja kroz osnaživanja siromašnih (premda taj rad nije šire poznat). Alinsky je vidio strukturu zajednice i njezino osiromašenje, te važnost njezina osnaženja kao elemente društvenog aktivizma, koje je oboje koristio kao sredstvo za stvaranje snažnih, aktivnih organizacija. On je također koristio rasprostranjene socijalne probleme kao i vanjske antagoniste za "podizanje lokalne svijesti stanovništva o vlastitim sličnostima, odnosno razlikama u odnosu na autsajdere". Ironično, to je bio jedan od Alinskijevih najmoćnijih alata u organizaciji zajednice. Za objedinjavanje zajednice usmjerio bi temu na pitanje koje bi stvorilo sukob s nekom agencijom. Time bi organizaciji stvorio određenog "negativca" s kojim se mora suočiti, a kako bi se izravna akcija lakše ostvarila. Takva taktika, koja je rezultat desetljeća organizacijskih napora, zajedno s mnogim drugim lekcijama pretočena je u Pravila za radikale, kako bi se stvorio vodič za organizacije zajednice.

## Teme
Pravila za radikale sadrže razne teme. Jedna od njih je konstrukcija simbola za jačanje jedinstva unutar organizacije. Alinsky se koristio lojalnošću prema određenoj crkvi ili vjerskoj pripadnosti kako bi stvorio strukturiranu organizaciju s kojom će raditi. Razlog tome je što simboli s kojima se zajednica može identificirati stvaraju strukturiranu organizaciju koje je lakše mobilizirati u provedbi izravne akcije. Nakon što je zajednica ujedinjena zajedničkim simbolom, Alinsky bi našao zajedničkog neprijatelja protiv kojeg bi se zajednica ujedinila.
Korištenje zajedničkog neprijatelja protiv zajednice je druga tema Pravila za radikale, s nenasilnim konfliktom kao ujedinjujučim elementom zajednice.
Alinsky bi odredio vanjskog antagonista kojeg bi pretvorio u "zajedničkog neprijatelja" zajednice s kojom je radio. Često bi to bili lokalni političar ili agencija koji su povezani s aktivnošću koja se odnosila na zajednicu. Nakon što je neprijatelj bio određen, zajednica se trebala ujediniti u borbi protiv njega. Upravljanje sukobom je unutar zajednice u žarište pozornosti stavljalo zajedničke karakteristike njezinih članova, kao i njihovu zajedničku različitost prema onima izvan organizacije. Uporaba sukoba omogućila je jasno određivanje cilja skupine. Uz postavljenog vanjskog antagonista, cilj zajednice je poraz neprijatelja.
Konstrukcija simbola pomogla je promoviranje strukturirane organizacije, što je kroz izravnu akciju omogućilo nenasilni sukob, još jedan element nauka Alinskog. Izravna akcija dovodila je do konfliktnih situacija, što bi dalje pridonosilo jedinstvu zajednice i promoviralo ostvarenje cilja zajednice, a to je poraz zajedničkog neprijatelja. Problemi zajednice bi time došli pod pažnju javnosti. Alinsky je putem Pravila za radikale poticao ekstremne javne demonstracije koje se nije moglo ignorirati, i ova bi taktika omogućila organizaciji da ciljeve ostvari brže nego bi to uspjelo uobičajenim birokratskim procesima.
Konačno, glavna tema Pravila za radikale i Alinskyevog djela bio je osnaživanje siromašnih slojeva stanovništva. Аlinsky je koristio simbol konstrukcije i nenasilnog sukoba kako bi stvorio strukturiranu organizaciju s jasno određenim ciljem koji može poduzeti izravnu akciju protiv zajedničkog neprijatelja. U tom bi se trenutku Alinsky povukao iz organizacije kako bi omogućio da njezin napredak bude ostvarenje same zajednice. Time bi se organizacije osnažile u ostvarenju promjena.
Pravila
1. "Moć nije samo u onom što imate, moć je u onom što neprijatelj misli da imate". Snaga dolazi iz dva glavna izvora – novca i ljudi. "Have-Nots" snagu trebaju stvarati od krvi i mesa.
2. "Nikada ne izlazite izvan granica iskustva svojih ljudi", jer to dovodi do zbrke, straha i povlačenja. Osjećaj sigurnosti osnažuje svačiju kralježnicu.
3. "Kad god je to moguće izađite izvan granica iskustva neprijatelja". Tražite načine za povećanje njihove nesigurnosti, tjeskobe i neizvjesnosti.
4. "Natjerajte protivnika da se ponaša u skladu s vlastitim pravila". Ako je njegovo pravilo da odgovori na svako pismo, pošaljite mu 30.000 pisama. Tako ga možete uništiti, jer nitko se ne može do kraja pridržavati vlastitih pravila.
5. "Ismijavanje ljudi je moćno oružje". Tu nema obrane. To je iracionalno. To je iritantno. To također radi kao ključna točka kod pritiska protivnika na ustupke.
6. "Dobra taktika je ona kod koje će vaši ljudi uživati radeći". Uz takvu taktiku radit će bez da ih se to zatraži, samoinicijativno će tražiti još zaduženja. Odradit će svoja zaduženja, a ponudit će i bolja rješenja.
7. "Taktika na kojoj se predugo ustraje, postaje opterećenje". Nemojte postati stara vijest.
8. "Zadržite pritisak. Ne posustajte". Nastojite isprobati nove stvari kako bi zadržali protivnika u neravnoteži. Kada protivnih savlada jedan vaš pristup, napadnite ga s boka s nečim novim.
9. "Prijetnja je u pravilu više zastrašujuća nego je to sam subjekt prijetnje." Mašta i ego mogu stvoriti jači utjecaj nego bilo koji aktivist.
10. "Osnovna premisa taktike je razvoj djelovanja koje će održavati stalni pritisak na protivnika". Neprestani pritisak uzrokuje reakciju protivnika koja je nužna za uspjeh kampanje.
11. "Ako negativnu stranu pritisnete dovoljno snažno, ona će se probiti i postati pozitivna." Nasiljem s druge strane možete pridobiti javnost na svoju stranu, jer javnost suosjeća s gubitnicima.
12. "Cijena uspješnog napada je konstruktivna alternativa". Nikada ne dopustite da neprijatelju poentira jer niste imali rješenje za problem.
13. "Izaberite cilj, zamrzite ga, personalizirajte ga i polarizirajte ga." Odvojite ga od okruženja koja ga može podržati, izolirajte cilj od svake simpatije prema njemu. Idite na ljude, ne na institucije. Ljudi će propatiti brže nego što će to institucije.

## Kritika
Alinsky je kritiziran zbog metoda i ideja koje je promovirao. Robert Pruger i Harry Specht uočili su da je većina njegovih instrukcija bila djelotvorna samo u urbanim područjima sa stanovništvom ispodprosječnih prihoda. Pruger i Specht su također kritizirali njegovu općenitu izjavu da su Pravila za radikale alat za organizaciju svih ljudi s niskim primanjima. Dalje, korištenje Alinskyeovog umjetno izazvanog sukoba kritizirano je zbog neučinkovitosti u sredinama koja uspijevaju zbog vlastita zajedništva. Prema Judith Ann Trolander, u određenim područjima Chicaga u kojima je radio, korištenje konflikta je imalo negativne posljedice i zajednica nije uspijevala ostvariti željene promjene politike.
Većina filozofije organizacije zajednice, koja je sadržana u Pravilima za radikale, također je upitna kao pretjerano ideologizirana. Alinsky je vjerovao u pravo zajednice da samostalno odredi ciljeve. On bi zajednici stvorio neprijatelja s kojim se treba sukobiti, dok je cilj sukoba na kraju prepušten zajednici.Ova je ideja bila kritizirana zbog opcija sukoba koje su bile predstavljane unutar skupine. Za Alinskyev stav da organizacija može odrediti cilj kojeg želi ostvariti smatra se da je iznimno optimističan i u suprotnosti njegovim određivanjem vanjskog antagonista. Stvaranjem zajedničkog neprijatelja Alinsky za zajednicu stvara cilj, kojeg je pobjeda nad tim neprijateljem. Tvrditi da će zajednica stvoriti vlastiti cilj je naopaka jer je Alinsky kreirao cilj pobjede nad neprijateljem. Dakle njegova se uvjerenja mogu promatrati kao preideologizirana i kontradiktorna, jer organizacija može preuzeti cilj pobjede nad zajedničkim neprijateljem kao svoj glavni cilj.

## Nasljeđe
Opseg utjecaja Pravila za radikale je dalekosežniji od kompilacije taktika Alinskog, utjecala su na stvaranje politike i organizaciju raznih zajednica i agencija, te su utjecala na političare i aktiviste koje su educirali Alinsky i IAF, te druge grassroots pokrete.

### Izravni utjecaj
Nakon što je Alinsky 1972. umro u Kaliforniji, njegov utjecaj je pomogao širenju drugih organizacija i političkih promjena. Pravila za radikale izravno su utjecala na stvaranje United Neighborhood Organization ranih 1980-ih. Osnivači Greg Galluzzo, Mary Gonzalez i Pater Martinez su bili studenti Alinskog. Rad Uno pomogao je poboljšanju higijene, zdravstva i obrazovanja u jugoistočnom Chicagu. Osim toga osnivači organizacije u sjeveroistočnom Chicagu u 1970-ima primijenili su načela Alinskog za organizaciju multinacionalnih četvrti s ciljem stjecanja veće političke reprezentacije.
Pravila za radikale širili su učenici Alinskog, koji su provodili vlastite aktivnosti u zajednici. Učenici Alinskog, kao što su Edward T. Chambers koristili su Pravila za radikale kao pomoć kod osnivanja Industrial Areas Fundation, Queens Citiyens Organiyation i Communities Organized for Public Service. Drugi učenik Alinskog, Ernest Kortez, stekao je slavu kasnih 1970-ih u San Antoniu kod organiziranja latinoameričkih četvrti. Njegovo organiziranje na bazi kongregacije dobilo je puno priznanje kao popularne metode Alinskog, kroz korištenje "postojećih elemenata solidarnosti susjeda, osobito crkvenih skupina, tako da je sastavni dio organizacija, a ne pojedinac". Organiziranje na temelju kongregacije i konstrukciju simbola naučio je od Edwarda Chambersa i IAF tijekom školovanja kod njih.
Metode i saznanja iz Pravila za radikale povezana su i sa Srednjoameričkim institutom, National Peoples Action, National People's Action, the National Training and Information Center, the Pacific Institute for Community Organizations, i s Community Service Organization.

### Naknadni učinak
Metode Pravila za radikale zapažene su u modernoj američkoj politici. Organiziranje na bazi kongregacije dovodi se u vezu s Jesse Jacksonom, tijekom njegove organizacije političke kampanje. Knjiga je hvaljena i korištena kao organizacijski vodič od strane FreedomWorks konzervativne grupe (iz sastava Tea Party), tijekom mandata Dick Armeya za mjesto predsjednika.

## Podaci o publikaciji
- Rules for Radicals: A Pragmatic Primer for Realistic Radicals (1971) Random House, ISBN 0394443411; Vintage books paperback: ISBN 0679721134

## Daljnje čitanje
- Hedgbeth, Jeff. 2012. Rules for Radicals Defeated. CreateSpace. ISBN 1475192037. OCLC 913210254

## Vanjske poveznice
- Pravila za radikale na mrežnoj stranici goodreads